# Бушарда, Гюстав
Гюстав Бушарда (фр. Gustave Bouchardat; 1842—1918) — французский медик, химик и педагог.

## Биография
Гюстав Бушарда родился в 1842 года в городе Париже в семье французского медика и фармацевта Аполлинария Бушарда, что, по всей видимости, и предопределило его дальнейшую судьбу.
С 1881 года занимал кафедру минералогии и гидрологии в высшей фармацевтической школе столицы Франции.
Органической химией он занимался в лаборатории Бертло. Научные работы учёного преимущественно относились к изучению сахаров и терпенов. В 1878 году Г. Бушарда открыл реакцию превращения изопрена в каучукоподобную массу (см. Резина).
Гюстав Бушарда умер 22 ноября 1918 года в родном городе.

## Избранная библиография
- «Recherche sur la dulcité et les sucres en général» («An. phys. et ch.», т. XXVII);
- «Études sur la mannite» (ib., т. VI, 5 s.); «Synthèse d’un terpilen» («Soc. ch.», т. XXIV, 108);
- «Pouvoir rotatoire de la mannite» («Compt. Rend.», т. LXXXIV, 34);
- «Transformation du valérylène en terpilène» (ib., т. LXXXVII, 644);
- «Action de l’acide acétique sur l’essence de térébenthine» (ib., т. CII, 318);
- «Formation d’alcools monoatomiques derivés de l’essence de térébenthine» (ib., т. CII, 437);
- «Synthèse d’un terpilenol» (ib., т. CII, 1854).